# Torneo ESPN 2020
El Torneo ESPN 2020 fue el primer torneo de fútbol de carácter amistoso organizado por ESPN y se le considera como el sucesor del Torneo Fox Sports. Se celebró en el Estadio Nemesio Camacho El Campín de Bogotá, entre el 12 y el 19 de enero. En este torneo participaron cuatro de los más importantes equipos del país: América de Cali, Deportivo Cali, Millonarios e Independiente Santa Fe. El campeón de esta edición resultó ser el América, quien venció en la final a Millonarios por un marcador de 2:1.  

## Organización

### Sede

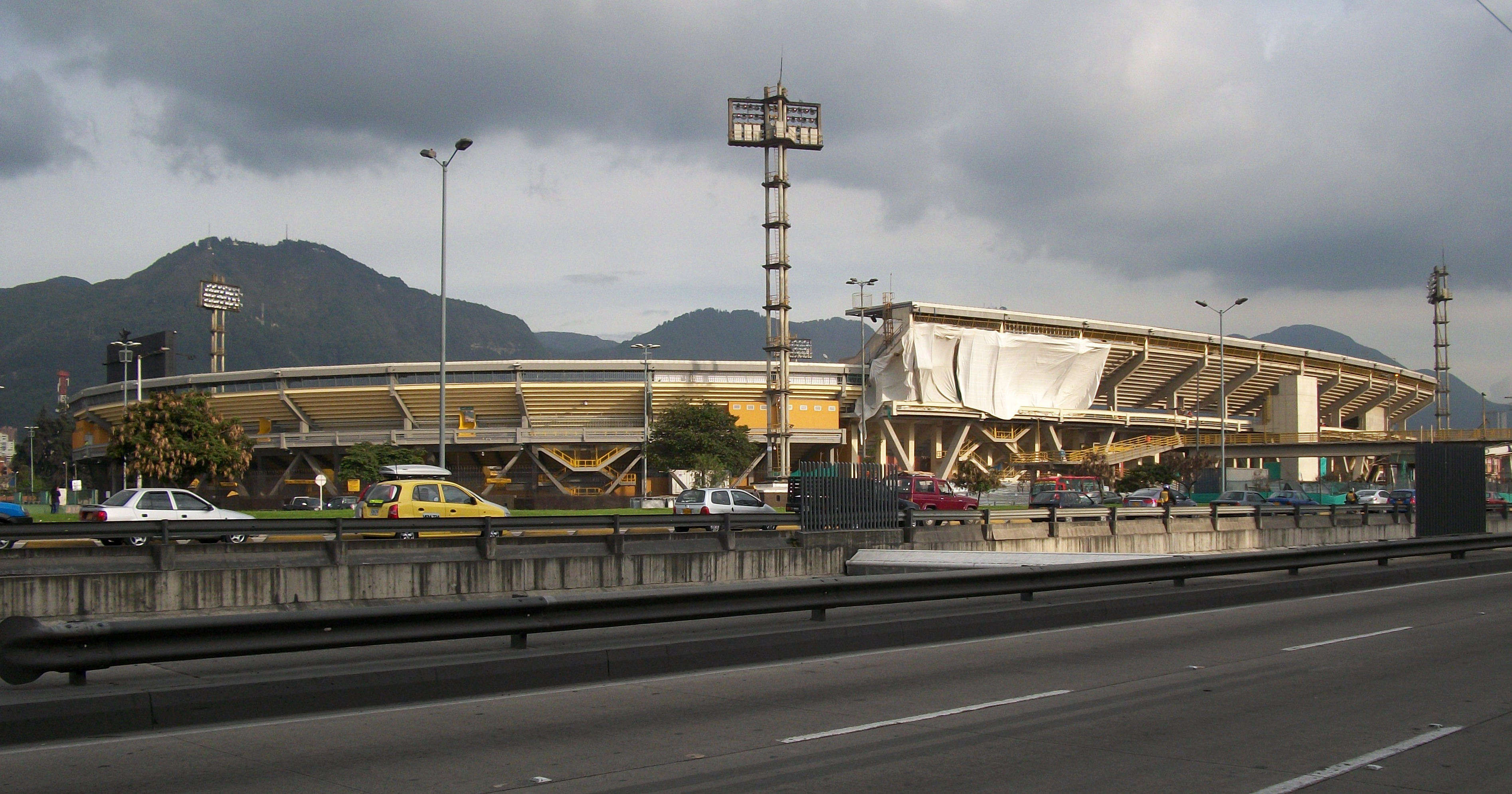
Estadio El Campín sede del Torneo ESPN.

El único escenario donde se disputará la I edición del Torneo ESPN es el Estadio Nemesio Camacho El Campín de Bogotá con capacidad para 36.343 espectadores.

### Reglas
Los 4 equipos que participaron en el Torneo ESPN jugarán 2 jornadas, una de ellas de clásicos. Los dos equipos que más puntos sumen disputarán el partido final, donde el vencedor quedará campeón.

## Equipos participantes
En la Ia edición del Torneo ESPN participarán 4 equipos colombianos, que son los siguientes:
- América de Cali
- Deportivo Cali
- Millonarios
- Santa Fe

## Resultados
- Los horarios corresponden a la hora de Colombia (UTC-5).[3]

| Pos. | Equipos         | PJ | PG | PE | PP | GF | GC | Dif. | Pts. |
| ---- | --------------- | -- | -- | -- | -- | -- | -- | ---- | ---- |
| 1.   | Millonarios     | 2  | 1  | 1  | 0  | 4  | 2  | 2    | 4    |
| 2.   | América de Cali | 2  | 1  | 1  | 0  | 2  | 1  | 1    | 4    |
| 3.   | Santa Fe        | 2  | 1  | 0  | 1  | 3  | 4  | -1   | 3    |
| 4.   | Deportivo Cali  | 2  | 0  | 0  | 2  | 1  | 3  | -2   | 0    |

|  |                          |
|  | Clasificados a la final. |
|  | Eliminados.              |

| 12 de enero de 2020, 18:30 | Millonarios          | 1:1 (0:1) | América de Cali | Estadio Nemesio Camacho El Campín, Bogotá                  |                                                            |
|                            | Del Valle 69' (pen.) | Reporte   | Andrade 38'     | Asistencia: 35.081 espectadores Árbitro(s): Keiner Jiménez | Asistencia: 35.081 espectadores Árbitro(s): Keiner Jiménez |

| 13 de enero de 2020, 19:00 | Santa Fe                 | 2:1 (1:0) | Deportivo Cali | Estadio Nemesio Camacho El Campín, Bogotá                  |                                                            |
|                            | Valdés 8' · Sambueza 57' | Reporte   | Tapia 61'      | Asistencia: 6.411 espectadores Árbitro(s): Edison Espinoza | Asistencia: 6.411 espectadores Árbitro(s): Edison Espinoza |

| 15 de enero de 2020, 19:00 | Millonarios                                   | 3:1 (2:1) | Santa Fe        | Estadio Nemesio Camacho El Campín, Bogotá                 |                                                           |
|                            | Zapata 37' · Ortiz 45' · Del Valle 62' (pen.) | Reporte   | Torijano 45'+1' | Asistencia: 25.363 espectadores Árbitro(s): Carlos Ortega | Asistencia: 25.363 espectadores Árbitro(s): Carlos Ortega |

| 16 de enero de 2020, 19:00 | América de Cali | 1:0 (0:0) | Deportivo Cali | Estadio Nemesio Camacho El Campín, Bogotá                |                                                          |
|                            | Pisano 70'      | Reporte   |                | Asistencia: 15.034 espectadores Árbitro(s): Eder Vergara | Asistencia: 15.034 espectadores Árbitro(s): Eder Vergara |

### Final
| 19 de enero de 2020, 18:00 | Millonarios | 1:2 (0:1) | América de Cali       | Estadio Nemesio Camacho El Campín, Bogotá                    |                                                              |
|                            | Ortiz 89'   | Reporte   | Ramos 36' · Arias 69' | Asistencia: 35.241 espectadores Árbitro(s): Bismark Santiago | Asistencia: 35.241 espectadores Árbitro(s): Bismark Santiago |

| Bandera de Colombia                 |
| Campeón America de Cali 1.er título |